# Оромо
Оромо, галла — народ в Ефіопії та на півночі Кенії. Чисельність понад 25 млн.

## Мова
Мова оромо належать до кушитських мов афроазійської мовної сім'ї. Вона має декілька діалектів, які значно різняться між собою. З 1991 року оромо використовують писемність на латинській основі (до цього використовувалось ефіопське письмо).

## Територія проживання і чисельність
Оромо діляться на регіональні і племінні групи: центральна Ефіопія — тулама; західна Ефіопія — меча; південно-східна Ефіопія — арси, ітту, котту, поле, джарсо, ала, бабіле та інші; південна Ефіопія — борана; північна Ефіопія — азебу, рая, волло. У Кенії живуть гуджі, частина борана (кочові скотарі), а також оромо (землероби долини річки Тана, що змішалися з банту) і бродячі мисливці вату.

## Історія

Оромо почали селитися на землях Ефіопії і північної Кенії задовго до XVI ст. Проте масова міграція кочівників-скотарів оромо з району Африканського Рогу на територію Ефіопії почалася лише в 20-х роках XVI століття. З 60-70-их років XVI століття міграція стала дуже інтенсивною і проходила в трьох напрямах: північному, північно-східному і західному. Більшість населення захоплюваних територій або піддавалися фізичному знищенню, або асимілювалися. Процесу асиміляції сприяв факт існування у оромо інституту усиновлення чужоплемінників. Адаптовані хлопці з місцевого населення включалися в систему вікових класів оромо, але отримували інший соціальних статус.
У другій половині XIX ст. майже всі землі Оромо були насильно приєднані до Ефіопії. До середини 1970-х років офіційною політикою ефіопського уряду була амхаризація та християнізація населення, що вело до посилення процесів етнічної консолідації. Окремі територіальні групи оромо (у областях Волло, Бегемдир, Годжам, в Аддіс-Абебі та ін.) асимілювалися народом амхара, у прикордонних південно-східних районах — сомалі.